# Rintsje Piter Sybesma
Rintsje Piter Sybesma (Tjerkgaast, 22 januari 1894 – Heerenveen, 5 februari 1975) was een Nederlands dichter en prozaschrijver die vrijwel uitsluitend in het Fries publiceerde onder de naam R.P. Sybesma.
Na de middelbare school te hebben doorlopen, studeerde Sybesma diergeneeskunde in Utrecht. Vervolgens vestigde hij zich als dierenarts te Heerenveen. Samen met Douwe Kalma was hij actief in de Jongfriese Beweging, waarvan hij de belangrijkste dichter was. Hij schreef daarnaast impressionistisch proza. Samen met H.J. Brouwer redigeerde hij in de jaren 1926-1929 het tijdschrift De holder.
In maart 1933 meldde hij zich aan als lid van de Nationaal-Socialistische Beweging van Mussert. In 1940 werd hij lid van de NSNAP. Hij trad later toe tot de Nederlandsche SS en in 1944 werd hij lid van de Landwacht.
Tijdens de Tweede Wereldoorlog koos Sybesma de ideologische kant van de Duitse bezetter en diens Nederlandse handlangers. Direct na de meidagen van 1940 schreef hij enkele Friese verzen die onder de titel Der Zehnte Mai gebundeld en vertaald werden door Willy Krogmann, Oost-Fries en werkzaam op de Hauptabteilung für Volksaufklärung und Propaganda. In 1941 verschenen ze bij Verlag Grenze und Ausland in Berlijn. Uit de gedichten sprak de gedrevenheid van de nationaalsocialist die van zijn bewondering blijk gaf over de Duitse militaire suprematie en die hoopte dat na 'de tiende mei' de langverwachte nieuwe tijd was aangebroken.
In het Duitse Weimar, de stad van Schiller en Goethe, organiseerde Hitlers propagandaminister Joseph Goebbels sinds 1938 dichterbijeenkomsten, gelijktijdig met de Duitse boekenweek. Elk jaar werden verschillende dichters uitgenodigd om in Weimar te spreken over een door het propagandaministerie bedachte leuze. In 1941 koos men voor het motto 'Die Dichtung im kommenden Europa'. Voor het eerst waren er gasten uit veertien Europese landen, waaronder klinkende namen als Felix Timmermans, Robert Brasillach en Pierre Drieu la Rochelle. Uit Nederland mochten Henri Bruning en Sybesma deelnemen. Het 'Dichtertreffen' werd ingeleid door Goebbels:
Gelijk het boek een teeken des tijds is, zoo is ook de tijd in het boek tot uitdrukking gekomen. Dat is in de Duitsche geschiedenis nooit duidelijker gebleken dan heden. Wanneer Wij het geweldige werk van den Führer, Mein Kampf hierbij mogen meerekenen, en is het niet te veel gezegd, wanneer wij beweren, dat het boeken zijn geweest, die de geestelijke doorbraak naar onzen tijd hebben bewerkstelligd.
Een jaar later (1942) volgde de dichtbundel De swetten útlein (de grenzen verlegd), uitgegeven door J. Kamminga te Dokkum. Uit de inhoud blijkt dat Sybesma een volgende fase in zijn radicalisering was ingegaan, want nu werd ook in lyrische bewoordingen het heil van de SS bezongen.
Ook in 1942 ontving Sybesma de Harmen-Sytstraprijs, een door het nationaalsocialistische Departement van Volksvoorlichting en Kunsten ingestelde literaire prijs die was bedoeld om de Friese letteren te eren.
Na de oorlog moest Sybesma zich verantwoorden voor een tribunaal. Hij kreeg twee jaar gevangenisstraf en een boete van 10.000 gulden. In april 1947 kwam hij vrij en hervatte zijn werk als dierenarts. Literair werk heeft hij daarna nooit meer gepubliceerd en met de Friese Beweging heeft hij zich niet meer bemoeid.